# کارن کیانداریان

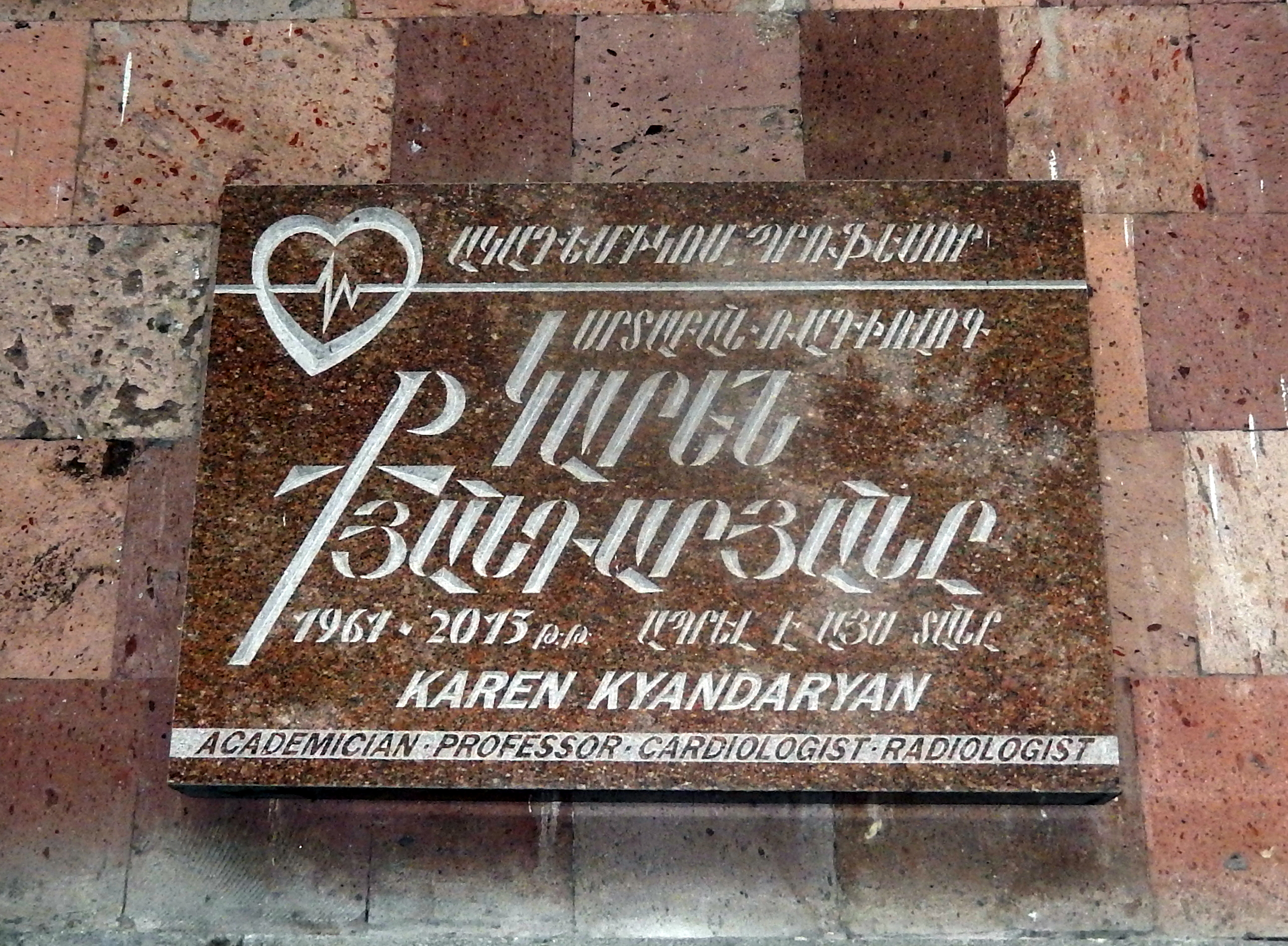

کارن آلکساندری کیانداریان (ارمنی: Կարեն Ալեքսանդրի Քյանդարյան؛  زادهٔ ۱۱ ژانویهٔ ۱۹۲۵ - درگذشته ۲۵ مهٔ ۲۰۱۳) یک قلب‌شناس و استاد اهل ارمنستان بود.

## زندگی‌نامه
در ۱۱ ژانویهٔ ۱۹۲۵ در ایروان به دنیا آمد و از دانشگاه پزشکی دولتی ایروان فارغ‌التحصیل شد. وی در مرکز ملی سرطان‌شناسی ب. فانارجیان و انستیتو قلب و عروق فعالیت می‌کرد. وی همچنین برنده دانشمند شایسته جمهوری ارمنستان (۲۰۰۴) شده است. وی در ۲۵ مهٔ ۲۰۱۳ در سن ۸۸ سالگی درگذشت. 

## یادداشت
1. ↑  բժշկական գիտությունների դոկտոր